# Stictonectes optatus
Stictonectes optatus är en skalbaggsart som först beskrevs av Georg Karl Maria Seidlitz 1887.  Stictonectes optatus ingår i släktet Stictonectes och familjen dykare. Inga underarter finns listade i Catalogue of Life.